# Cephalotes klugi
Espèce

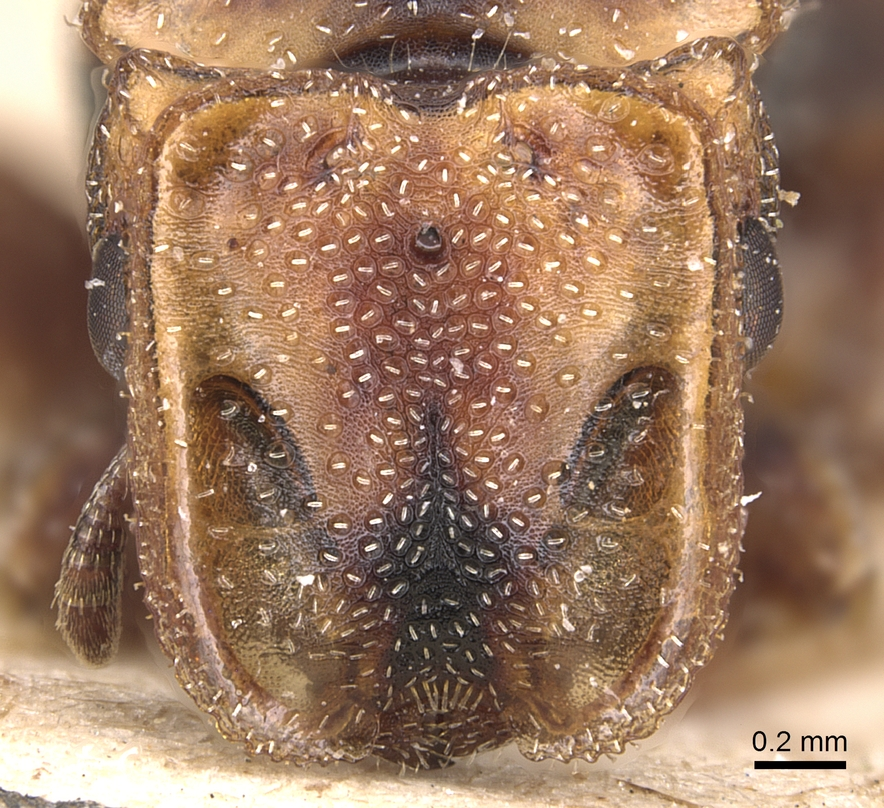
Tête de soldat de C. klugi.

Cephalotes klugi est une espèce de fourmis arboricoles de la sous-famille des Myrmicinae.

## Répartition
Cephalotes klugi est endémique du Mato Grosso (Brésil).

## Classification
Le nom valide complet (avec auteur) de ce taxon est Cephalotes klugi (Emery, 1894).
Le protonyme de ce taxon est : Cryptocerus klugi Emery, 1894.
Cephalotes jheringi a pour synonyme :
- Cryptocerus klugi Emery, 1894
- Paracryptocerus klugi (Emery, 1894)
- Zacryptocerus klugi (Emery, 1894)